# Битка за Мелитопол
Битката за Мелитопол започва на 25 февруари 2022 г., по време на руското нападение над Украйна през 2022 г.

## Битката
Съобщава се, че в 10:30 часа на 25 февруари 2022 г. руските сили влизат в Мелитопол на фона на тежки сблъсъци. Според губернатора на Запорожка област Олександър Старух, снаряди са поразили жилищни сгради и е имало интензивни улични боеве, като снимки на военна техника на улица „Ломоносов“ и местни жители разказват за сраженията. Разрушени са къщи в района на ул. „Пищанска“. По-късно сутринта атака разпалва пожар и изгарят автомобили. Според неофициални източници, офисите на местния градски съвет са обстрелвани, а екранна снимка на кадри от камерата показва танкове, които се движат по главната улица на града. По време на битката руските сили стрелят по болница, убивайки четирима души и ранявайки 10 други.
Ръководството на града предава Мелитопол по-късно на 25 февруари, като руските сили напълно го окупират. Украинските сили по-късно започват контраатака. Русия заявява на 26 февруари, че е превзела града.
По-късно на 26 февруари руските сили издигат руското национално знаме върху административните сгради в града. Старух заявява, че сблъсъците все още продължават в града, като се съобщава за престрелки с местните отбранителни сили. Той също така твърди, че сраженията между руски и украински войски са продължили през нощта, като 14 украински войници са ранени.
На 27 февруари руските войски обстрелват райони в града. На следващия ден, Държавната служба за извънредни ситуации на Украйна в Запорожка област заявява, че руските войски са повредили сгради на аварийно-спасително звено. Местните сили успяват да си върнат сградата на кметството през деня и тя е под защитата на местните сили за самоотбрана.
На 1 март руските сили започват да се готвят за възобновяване на атаката си срещу Мелитопол и други градове. Кметът на Мелитопол Иван Федоров по-късно заявява, че руснаците са окупирали града. Служител на Министерството на отбраната на Съединените щати също потвърждава, че Мелитопол е бил завзет отново от руските сили.

## Последици
На 1 март 2022 г. жителите на Мелитопол провеждат протест срещу военната окупация на града. Протестиращите маршируват и използват телата си, за да блокират колона от руски военни превозни средства.
На 10 март директорката на Мелитополския краеведски музей Лейла Ибрахимова е арестувана в дома си от руски сили и е задържана на неизвестно място. Ден по-късно, кметът на Мелитопол Иван Федоров е отвлечен от руските войски за отказ да им сътрудничи и все още да вее украински флаг в кабинета си. Руските власти не коментират изчезването на Федоров, но прокуратурата на подкрепяната от Русия самопровъзгласила се държава (разположена в рамките на Украйна) Луганска народна република го обвинява в „терористична дейност“.
На 12 март областната администрация на Запорожка област съобщава, че бившият съветник и член на Опозиционния блок, Галина Данилченко, е назначена за временно изпълняващ длъжността кмет. Междувременно стотици хора вземат участие в протест пред кметството на Мелитопол с искане за освобождаването на Федоров. Арестувана е Олга Гайсумова, ръководител на НПО „Мелитополско добросъвестно дружество“ и организатор на местни протести срещу руските сили.
На 13 март Мелитополският градски съвет обявява, че „Окупационните войски на Руската федерация се опитват незаконно да създадат окупационна администрация на град Мелитопол“. „Украинска правда“ съобщава, че руските военни са отвлекли председателя на районния съвет на Мелитопол Сергей Прийма и са се опитали да отвлекат секретаря на Общинския съвет Роман Романов. Междувременно, руски военни превозни средства са забелязани да обявяват по високоговорители, че митингите и демонстрациите са забранени и че е въведен полицейски час от 18:00 ч. до 6:00 ч.
На 14 март „Украинска правда“ съобщава, че руските сили са предотвратили нови протести чрез блокиране на централния площад на Мелитопол. В него също се твърди, че „двама активисти са отвлечени и отведени в неизвестна посока“.